# Сполдинг
Вижте пояснителната страница за други значения на Сполдинг.
„Сполдинг“ е американско предприятие за спортни стоки, основано от Албърт Сполдинг през 1876 г. в Чикаго. Седалището му е в Боулинг Грийн (Bowling Green), Кентъки.
Въпреки че изработва оборудване и принадлежности за бейзбол, футбол, софтбол, волейбол, американски футбол и голф, фирмата е най-известна с баскетболните си продукти. Те се продават много по-добре от продуктите им във всички останали видове спорт. Заедно с тези, произвеждани от „Молтен“, баскет топките на „Сполдинг“ са най-известните в света. Голямата популярност на марката се дължи на партньорството с НБА, където от началото на 20 век се играе само с техни топки. От 2003 г. фирмата е част от Корпорация Русел.

## Нови технологии
Компанията е известна и с внедряването на нови технологии, предимно в баскетбола. Така през 2001 г. е създадена революционната топка Infusion с вградена микро-помпичка, която позволява на играчите да надуят топката без помпа или игла. Тя започва да се продава през 2003 г. Днес вече са познати 3 поколения на тази топка.
В края на 2005 г. е представена топка Neverflat (на английски: неспадаща, неумекваща), за която производителят дава гаранция, че няма да промени твърдостта си 1 година. В топката са вкарани азотни (?) молекули, които да пречат на въздуха да излиза.

## Нова изкуствена топка
В сътрудничесто с НБА „Сполдинг“ създават топка от изкуствен материал, която да замени кожената. Играчите обаче се оплакват, че новата топка не подскача достатъчно и, когато е мокра, се хлъзга. Затова в началото на 2007 г. е върната старата кожена топка. Компанията все пак планира разработването на нови топки за следващия сезон.